# Lecanora hypocrocinoides
Lecanora hypocrocinoides är en lavart som beskrevs av Lumbsch. Lecanora hypocrocinoides ingår i släktet Lecanora och familjen Lecanoraceae.   Inga underarter finns listade i Catalogue of Life.